# جوزيف إميري
جوزيف إميري (بالإنجليزية: Joseph Emery)‏ هو أكاديمي أمريكي، ولد في 2 يونيو 1833، وتوفي في 18 يناير 1924 في ساليناس في الولايات المتحدة.